# Ruta Estatal de Arizona 75
La Ruta Estatal de Arizona 75, y abreviada SR 75 (en inglés: Arizona State Route 75) es una carretera estatal estadounidense ubicada en el estado de Arizona. La carretera inicia en el Sur desde la US 70     en Duncan hacia el Norte en la US 191  , SR 78 . La carretera tiene una longitud de 31,2 km (19.39 mi).

## Mantenimiento
Al igual que las autopistas interestatales, y las rutas federales y el resto de carreteras estatales, la Ruta Estatal de Arizona 75 es administrada y mantenida por el Departamento de Transporte de Arizona por sus siglas en inglés ADOT.